# Mystacodon selenensis
Mystacodon selenensis was een voorloper van de baleinwalvissen uit het Laat-Eoceen uit de Yumaque-afzetting van de Paracasformatie (voorheen Yumaqueformatie genoemd) van het Pisco-bekken in het zuidwesten van Peru, die ongeveer 36,4 miljoen jaar geleden leefde.
Het dier werd ontdekt door de Belgische paleontoloog Olivier Lambert van het Koninklijk Belgisch Instituut voor Natuurwetenschappen (KBIN) in het Pisco-bassin in Zuid-Peru. Het dier was 3,75 à 4 meter lang, had tanden en hanteerde vermoedelijk een manier van 'zuigvoeden'. Tevens had de Mystacodon selenensis sterk verkorte achterpoten, dit was een revolutionaire ontdekking, aangezien werd aangenomen dat de walvisachtigen hun achterpoten reeds verloren ten tijde van de Basilosauridae.

## Taxonomie
Mystacodon is de oudst bekende baleinwalvis. Het holotype dateert van 36,4 miljoen jaar geleden, uit het Priabonien van het Laat-Eoceen. Het holotype MUSM 1917 omvat de hersenpan, de tanden, het ruggenmerg met uitzondering van de heiligbeenwervels, enkele vinbotten en het linkerheupbeen. Het dier was oorspronkelijk ingedeeld in zijn eigen familie Mystacodontidae, maar werd in 2018 verplaatst naar de familie Llanocetidae, samen met Llanocetus - de op één na oudste baleinwalvis - en een onbeschreven exemplaar OU GS10897 uit Nieuw-Zeeland.
De geslachtsnaam Mystacodon zou afgeleid zijn van het Oudgriekse mystacos 'snor' en odontos 'tand'. De eigenlijke woorden in het Oudgrieks voor 'snor' en 'tand' zijn echter μύσταξ (mystax) en ὀδούς (odous). Het gebruik van het Oudgriekse woord voor 'snor' is een verwijzing naar het taxon Mysticeti, de baleinwalvissen, De soortaanduiding selenensis komt van Selene, de Griekse godin van de maan, in verwijzing naar de vindplaats van de Yumaqueformatie, Playa Media Luna-'Half Moon Beach'.

## Beschrijving
Mystacodon was waarschijnlijk ongeveer 3,75 of 4 meter lang, wat groter is dan bijna alle getande baleinwalvissen uit het Oligoceen. Vergeleken met de oudere archaeocete walvissen is de snuit veel meer afgeplat en zitten de neusgaten veel verder in de snuit. Deze afplatting toont een verminderde functie van de snijtanden en grijpmogelijkheden, en de toegenomen lengte van de kop maakte een groter mondvolume mogelijk. Het is niet zeker of de walvis baleinen in zijn mondholte had en, in tegenstelling tot archaeocetes, mist hij een sagittale kam, wat wijst op een vermindering van de temporalis spier die gebruikt wordt bij het bijten. De oogkassen zijn verhoudingsgewijs groter, verder naar voren gericht en iets hoger geplaatst. De premolaren en molaren hebben twee wortels.
Het opperarmbeen in de arm is ongeveer even lang als het schouderblad en veel langer dan het spaakbeen en de ellepijp in de onderarm, een kenmerk van de huidige langzaam bewegende walvissen. De spieren waren waarschijnlijk constant gebogen, een toestand die bij geen enkele andere walvissoort voorkomt, misschien om te helpen bij het voortbewegen over de zeebodem of om een positie in het water te behouden. De heup lijkt meer op die van de basilosauride archaeocetes, met een kort darmbeen en een duidelijk aanwezig heupgewricht.

## Paleobiologie
Mystacodon was waarschijnlijk een zuigvoeder, een overgangsstadium in de evolutie van baleinwalvissen tussen de roofzucht van archaeoceten en de filtervoedering van modernere baleinwalvissen. De walvis was mogelijk een bodemvoeder en richtte zich op kleine prooien. Rond het holotype werden een stekel van een adelaarsrog (Myliobatis) en schubben van haringachtige foerageervissen - een groep die haring, sardines en ansjovis omvat - gevonden. Myliobatis kan een potentieel prooidier zijn geweest.